# Полевничий Юрій Григорович
Юрій Григорович Полевничий (1931 — ?) — український радянський діяч, секретар Хмельницького обкому КПУ.

## Біографія
Освіта вища. Член КПРС.
На 1971 — 12 серпня 1975 року — завідувач відділу будівництва Хмельницького обласного комітету КПУ.
12 серпня 1975 — 28 вересня 1978 року — секретар Хмельницького обласного комітету КПУ.
У 1978—1990 роках — заступник голови виконавчого комітету Хмельницької обласної ради народних депутатів.
Працював у будівельній галузі Хмельницької області.
Потім — пенсіонер.

## Нагороди
- орден Трудового Червоного Прапора
- ордени
- медалі
- Почесна грамота Хмельницької обласної державної адміністрації (22.03.2011)